# Санников, Александр Сергеевич
Алекса́ндр Серге́евич Са́нников (18 апреля 1866 — 16 февраля 1931) — генерал-лейтенант Русской императорской армии и Вооружённых сил на Юге России.

## Биография
Сын генерала от кавалерии Сергея Ивановича Санникова (1838—1920). Старший брат генерал-лейтенанта Николая Сергеевича Санникова (1870—1942).
В 1883 году окончил Владимирский Киевский кадетский корпус, в 1885 году — Павловское военное училище. Из училища вышел в 16-ю артиллерийскую бригаду, а затем перешёл в 21-й Драгунский Белорусский полк.
В 1892 году закончил Николаевскую академию Генерального штаба. По Генеральному штабу служил в Киевском военном округе: с 1892 по 1894 годы — старшим адъютантом штаба 31-й пехотной дивизии; с 1894 по 1898 годы — штаб-офицер для особых поручений при штабе 21-го армейского корпуса; с 1898 по 1901 годы — старший адъютант штаба Киевского военного округа; с 1901 по 1908 гг. — заведующий передвижением войск Киевского района. В 1908—1910 годы — командир 11-го Уланского Чугуевского полка.
В 1910 году переведён в Приамурский военный округ на должность генерал-квартирмейстера штаба, а с 1913 года, по ходатайству командующего войсками Приамурского военного округа генерала Лечицкого, назначен начальником штаба этого округа.
На фронте Первой мировой войны с декабря 1914 года — в начале начальник штаба 2-й армии, с февраля 1915 года — начальник штаба 9-й армии (вновь под командованием генерала Лечицкого). Георгиевский кавалер (за подготовку прорыва в мае 1916 года австрийской обороны, в результате чего была занята Буковина и нанесено решительное поражение 2-й Австрийской армии генерала Пфлянцена). В начале 1917 года Санников был назначен главным начальником снабжения Румынского фронта. После Февральской революции Санников сумел поддерживать ровные отношения с Румчеродом, пока в его составе не было представителей большевиков.
26 мая 1918 года Санников был избран Одесским городским головой. Реальная власть в городе принадлежала австрийской оккупационной администрации, при номинальной государственной власти Украинской Державы гетмана Скоропадского. Санникову было назначено маленькое по тем временам содержание — годовой оклад всего около 9000 рублей. Уже в середине июля 1918 года Санников попросил об отставке, сославшись на «болезнь левого глаза». Болезнь, однако, не помешала ему уже в августе 1919 года появиться в Екатеринодаре и принять должность начальника отдела снабжения во Добровольческой армии.
В январе 1919 года, после занятия Одессы экспедиционным корпусом Антанты, был направлен А. И. Деникиным в Одессу на должность Главнокомандующего войсками Добровольческой армии в Одессе, как человек, имеющий опыт службы в регионе, в том числе и на выборной должности и разбирающийся в местных особенностях. Не найдя возможности работать совместно с французскими воинскими начальниками, находящимися в Одессе, которые препятствовали делу воссоздания российского государства и усилению положения Добровольческой армии в Новороссии и делали ставку на Украинскую Народную Республику, враждебную ВСЮР, был вынужден в марте 1919 года покинуть Одессу и вернуться в Екатеринодар.
По прибытии в Екатеринодар вернулся на должность начальника снабжения ВСЮР, на которой оставался до конца 1919 года. С 1920 года — без должности, в распоряжении Главнокомандующего. В эмиграции. Сначала в Константинополе, а затем в Королевстве Сербов, Хорватов и Словенцев, в городе Земуне, затем во Франции (с середины 1920-х годов). Скончался в Париже.

## Сочинения
- Одесские записки // Вопросы истории : Журнал. — 2001. — № 6. — С. 86—102.